# Gerrit Jasper Schenk

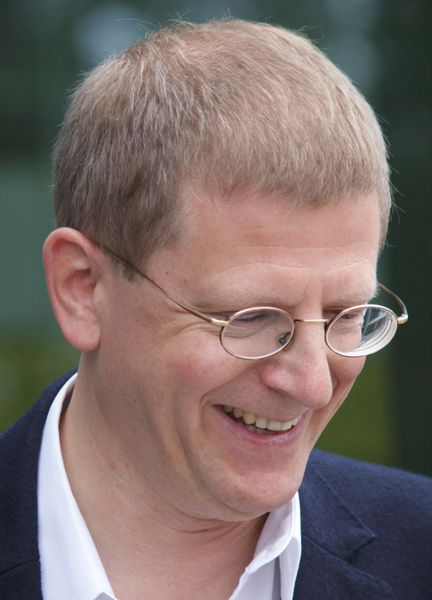
Gerrit Jasper Schenk im Jahr 2014, aufgenommen von Werner Maleczek auf einer Reichenau-Tagung des Konstanzer Arbeitskreises für mittelalterliche Geschichte

Gerrit Jasper Schenk (* 1968) ist ein deutscher Historiker. Er lehrt seit 2009 als Professor für mittelalterliche Geschichte an der Technischen Universität Darmstadt.

## Leben und Wirken
Gerrit Jasper Schenk studierte Geschichte und Klassische Archäologie an den Universitäten Heidelberg und Siena. Er erwarb 1996 den Magister an der Universität Heidelberg mit einer Arbeit über vier Adventus des Herrschers Karls IV. anlässlich seiner beiden Romzüge 1355 und 1368 bei Hin- und Rückreise in Siena. An der Universität Stuttgart wurde er im Jahr 2001 promoviert bei Folker Reichert mit einer Arbeit zu den Herrschereinzügen im spätmittelalterlichen Reich. Die Arbeit wurde mit dem Wilhelm-Zimmermann-Preis des Vereins der Freunde des Historischen Instituts der Universität Stuttgart ausgezeichnet. Von 2001 bis 2003 war er wissenschaftlicher Assistent an der Universität Duisburg-Essen und von 2003 bis 2006 an der Universität Stuttgart.
Von 2005 bis 2009 war er mit Franz Mauelshagen Initiator und Koordinator eines internationalen DFG-Netzwerks zur Erforschung historischer Katastrophen. Er wurde 2009 Professor für Geschichte des Mittelalters am Institut für Geschichte der Technischen Universität Darmstadt. Dort war er Geschäftsführender Direktor des Instituts für Theologie und Sozialethik (2013–2015) und des Instituts für Geschichte (2011–2013). Von 2010 bis 2014 war er gemeinsam mit Monica Juneja Leiter des Forschungsprojekts „Bilder von Katastrophen“ am Heidelberger Exzellenzcluster „Asien und Europa im globalen Kontext“. Er ist Mitglied in der Hessischen Historische Kommission Darmstadt und im Mediävistenverband.
Seine Forschungsschwerpunkte sind Kulturgeschichte, Umwelt- und Infrastrukturgeschichte, Stadtgeschichte, transkulturelle Geschichte, Zeremoniell und Rituale, historische Katastrophen, Mentalitätsgeschichte, Wahrnehmungsgeschichte, Wissensgeschichte, Quellenkunde, Politische Anthropologie sowie Reise- und Pilgerforschung. In seiner Dissertation widmet er sich dem „Zeremoniell, das den Besuch des Herrschers in den Städten des spätmittelalterlichen Römischen Reiches nördlich der Alpen formte.“ Es geht um Phänomene, die „in einem erkennbaren zeitlichen und sachlichen Zusammenhang mit der Ankunft des Herrschers stehen“. Ihm geht es um die Frage, „ob und inwieweit der herrscherliche Adventus in seiner zeremoniellen Ausformung Zeichen für das politische, rechtliche und geistige Verhältnis“ zwischen dem Einziehenden und der empfangenden Stadt war. Zugleich soll geklärt werden, ob das Adventuszeremoniell „instrumentell verwendet werden [konnte] und zu welchen diplomatischen, politischen, rechtlichen, religiösen, sozialen Zwecken“. Dazu hat er 500 einzelne Herrscheradventus aus rund 80 Städten des Reiches aus der Zeit zwischen etwa 1300 und 1500 gesichtet und wertete die Einzüge in 31 Städten nördlich der Alpen aus.

## Schriften (Auswahl)
Monographien
- Zeremoniell und Politik. Herrschereinzüge im spätmittelalterlichen Reich (= Forschungen zur Kaiser- und Papstgeschichte des Mittelalters. Band 21). Böhlau, Köln u. a. 2003, ISBN 3-412-09002-6 (zugleich: Stuttgart, Universität, Dissertation, 2001).

Herausgeberschaften
- mit Kurt Andermann: Bauernkrieg. Regionale und überregionale Aspekte einer sozialen Erhebung (= Kraichgauer Kolloquium. Band 14). Thorbecke, Ostfildern 2024, ISBN 978-3-7995-9284-0.
- mit Kurt Andermann: Wasser. Ressource – Gefahr – Leben (= Kraichtaler Kolloquien. Band 12). Thorbecke, Ostfildern 2020, ISBN 978-3-7995-9282-6.
- mit Martin Bauch: The Crisis of the 14th Century. Teleconnections between Environmental and Societal Change? (= Das Mittelalter. Perspektiven mediävistischer Forschung, Beihefte. Band 13). De Gruyter, Berlin/Boston 2020, ISBN 978-3-11-065763-0.
- Katastrophen. Vom Untergang Pompejis bis zum Klimawandel. Thorbecke, Ostfildern 2009, ISBN 978-3-7995-0844-5.
- mit Dietrich Harth: Ritualdynamik. Kulturübergreifende Studien zur Theorie und Geschichte rituellen Handelns. Synchron, Wissenschaftsverlag der Autoren, Heidelberg 2004, ISBN 3-935025-43-2.